# 14 januari
14 januari is de 14de dag van het jaar in de gregoriaanse kalender. Hierna volgen nog 351 dagen (352 dagen in een schrikkeljaar) tot het einde van het jaar.

## Gebeurtenissen
- Algemeen
  - 1948 - Ans van Dijk wordt geëxecuteerd. Zij is de enige Nederlandse vrouw die dit na de Tweede Wereldoorlog overkomt.
  - 1954 - De Amerikaanse actrice Marilyn Monroe treedt in het huwelijk met de honkballer Joe DiMaggio.
  - 1960 - Kadebreuk in Tuindorp Oostzaan leidt ertoe dat het hele tuindorp wordt geëvacueerd en wekenlang blank staat. Het Rampenfonds start een nationale inzameling.
  - 1993 - Onverwachte uitbarsting van de Colombiaanse vulkaan Galeras, die het leven kostte aan 6 vulkanologen en 3 toeristen.
  - 1997 - De Antilliaans-Arubaanse kustwacht doet een grote drugsvangst. Ten noorden van de eilanden Aruba en Bonaire entert het Nederlandse marinefregat Tjerk Hiddes op volle zee een motorboot waarop 558 kilo cocaïne blijkt te zijn verstopt.
  - 2024 - In Sundhnúk, iets ten noorden van Grindavík, ontstaat een opening in de aarde waar lava uitvloeit. De lava bereikt het dorp waardoor huizen in vlammen op gaan. IJsland roept de noodtoestand uit. Het is al de vijfde vulkanische uitbarsting in het gebied sinds 2021.[1][2]
- Infrastructuur
  - 2008 - Opening van de Blauwtorentunnel, de Gasthuistunnel en de Van Eycktunnel, drie tunnels onder De Leien in Antwerpen.

- Kunst en cultuur
  - 1506 - Herontdekking van de Laocoöngroep door Felice de Fredi, die bij het spitten in een wijngaard stuitte op de stenen die het plafond van een onderaardse ruimte bleken te zijn. Hij waarschuwde direct paus Julius II.
  - 1900 - Première van de opera Tosca van Giacomo Puccini in Rome.
  - 2020 - Cabaretduo Waardenberg en De Jong maken na een afwezigheid van 20 jaar hun comeback vanaf vandaag met uitverkochte voorstellingen in Nieuwe Luxor Theater in hun eigen Rotterdam.

- Media
  - 1997 - De hoofdredacteur van het Franse magazine Paris-Match, Roger Therond, moet 100 duizend franc (ongeveer 34 duizend gulden) boete betalen wegens de publicatie van twee foto's van wijlen president François Mitterrand op diens sterfbed.

- Oorlog
  - 2010 - De doemdagklok is met één minuut teruggezet; hij staat nu op zes minuten voor middernacht (23:54).
  - 2023 - Bij een Russische raketaanval op een flatgebouw in de Oekraïense stad Dnipro vallen meer dan 20 doden. Tientallen mensen worden nog vermist. De aanval gebeurde tijdens het Orthodox Nieuwjaar.[3]

- Politiek
  - 1724 - Koning Filips V van Spanje doet troonsafstand ten gunste van zijn zoon, Lodewijk.
  - 1814 - Vrede van Kiel ondertekend.
  - 1852 - De Franse grondwet van 1852 wordt afgekondigd.
  - 1903 - In Amsterdam breekt een spoorwegstaking uit.
  - 1967 - In Togo trekt het leger de macht naar zich toe en wordt generaal Étienne Eyadéma president en minister van Defensie.
  - 1972 - Margrethe II wordt koningin van Denemarken na de dood van haar vader koning Frederik IX.
  - 1999 - De Europese Commissie komt gehavend uit een vertrouwensstemming in het Europees Parlement, gehouden omwille van het in opspraak komen van de commissarissen Édith Cresson en Manuel Marin. Men besluit een 'Comité van Wijzen' op te richten.
  - 2007 - De Franse regeringspartij UMP kiest Nicolas Sarkozy als kandidaat voor de presidentsverkiezingen in april.
  - 2011 - De Tunesische president Zine El Abidine Ben Ali ontvlucht zijn land na zware onlusten.
  - 2012 - De politie in Roemenië zet traangas in bij een antiregeringsdemonstratie in de hoofdstad Boekarest. De betogers gingen voor de derde dag op rij de straat op om hun ongenoegen te uiten over bezuinigingen en de dalende levensstandaard.
  - 2024 - Koningin Margrethe II van Denemarken doet na 52 jaar afstand van de troon ten gunste van haar zoon, Frederik X.[4]

- Religie

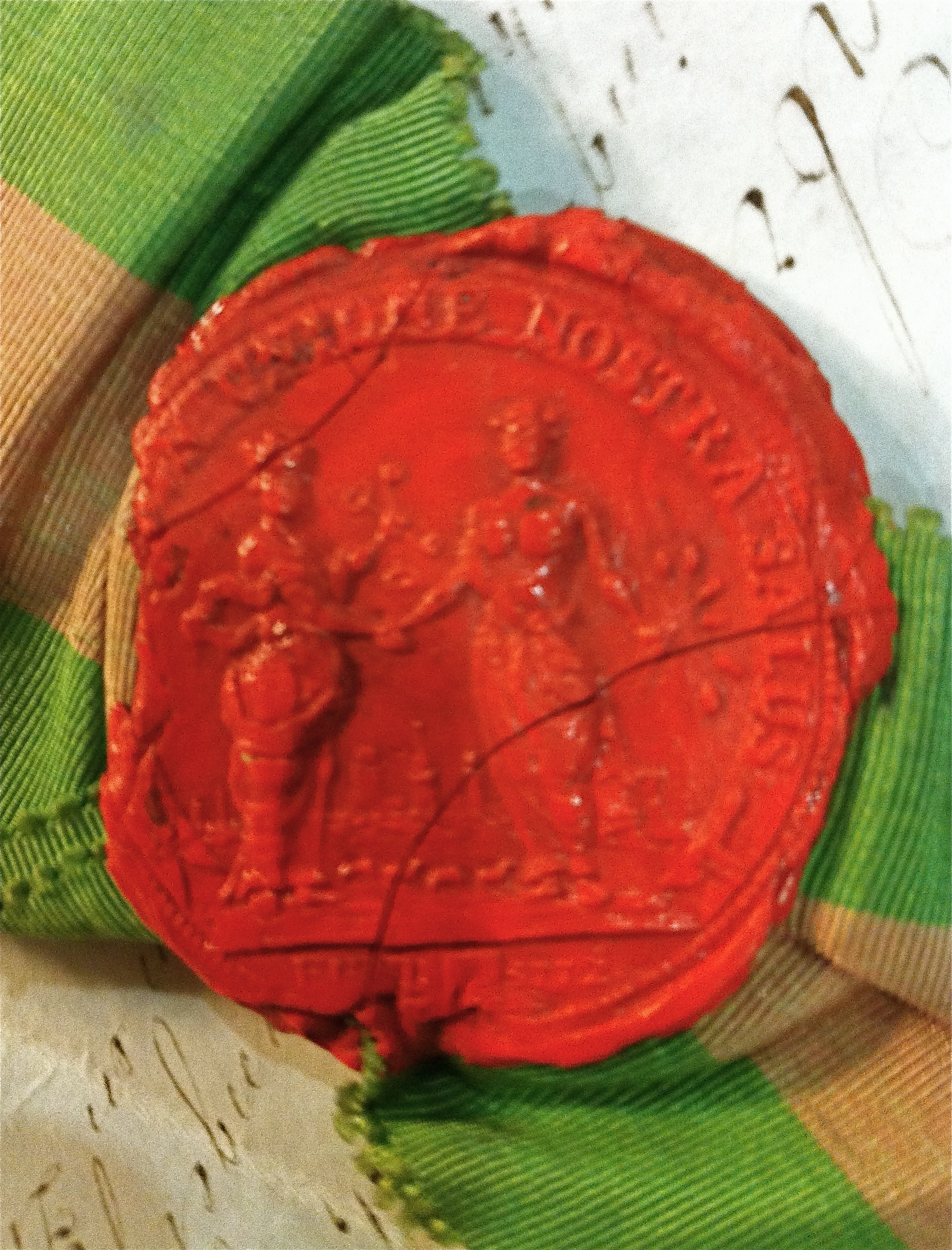
De loge L'Union Provinciale werd opgericht op 14 januari 1772

- - 1501 - Maarten Luther begint zijn studie aan de universiteit in Erfurt.
  - 1772 - De Groot Meester Nationaal van d'aloude en Zeer Eerwaarde Maatschappij der Vrije en Aengenomen Metzelaers, in de Republieq der Verenigde Nederlanden, ressort van de Generaliteit en onderhorige Volksplantingen verleent de loge L'Union Provinciale, gevestigd in Groningen (stad) haar constitutiebrief. De vrijmetselaars worden in Noord-Nederland actief.

- Sport
  - 1897 - De 6962 meter hoge Aconcagua in Argentinië wordt voor de eerste maal beklommen door Matthias Zurbriggen.
  - 1981 - De Nederlandse hockeyploeg wint in Karachi voor de eerste keer de Champions Trophy.
  - 2015 - Uit handen van premier Charles Michel en Chelsea-doelman Thibaut Courtois neemt voetballer Dennis Praet van RSC Anderlecht in de AED Studios in Lint de Belgische Gouden Schoen 2014 in ontvangst.
  - 2018 - Sjinkie Knegt wint vijf keer goud tijdens de Europese kampioenschappen shorttrack in Dresden.

- Wetenschap en technologie
  - 1914 - Introductie van de lopende band door Henry Ford.
  - 1992 - De eerste ICSI-baby wordt geboren.
  - 2005 - Ruimtesonde Huygens landt op de Saturnusmaan Titan.[5]

## Geboren

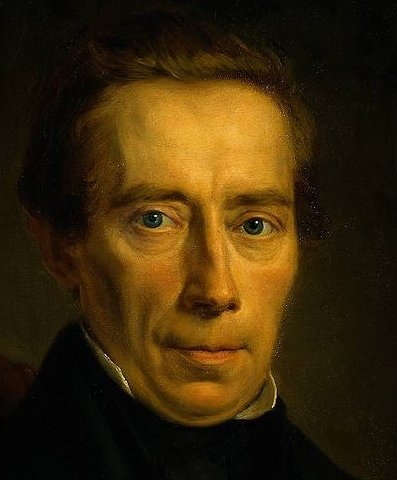
Johan Rudolf Thorbecke,
geboren in 1798

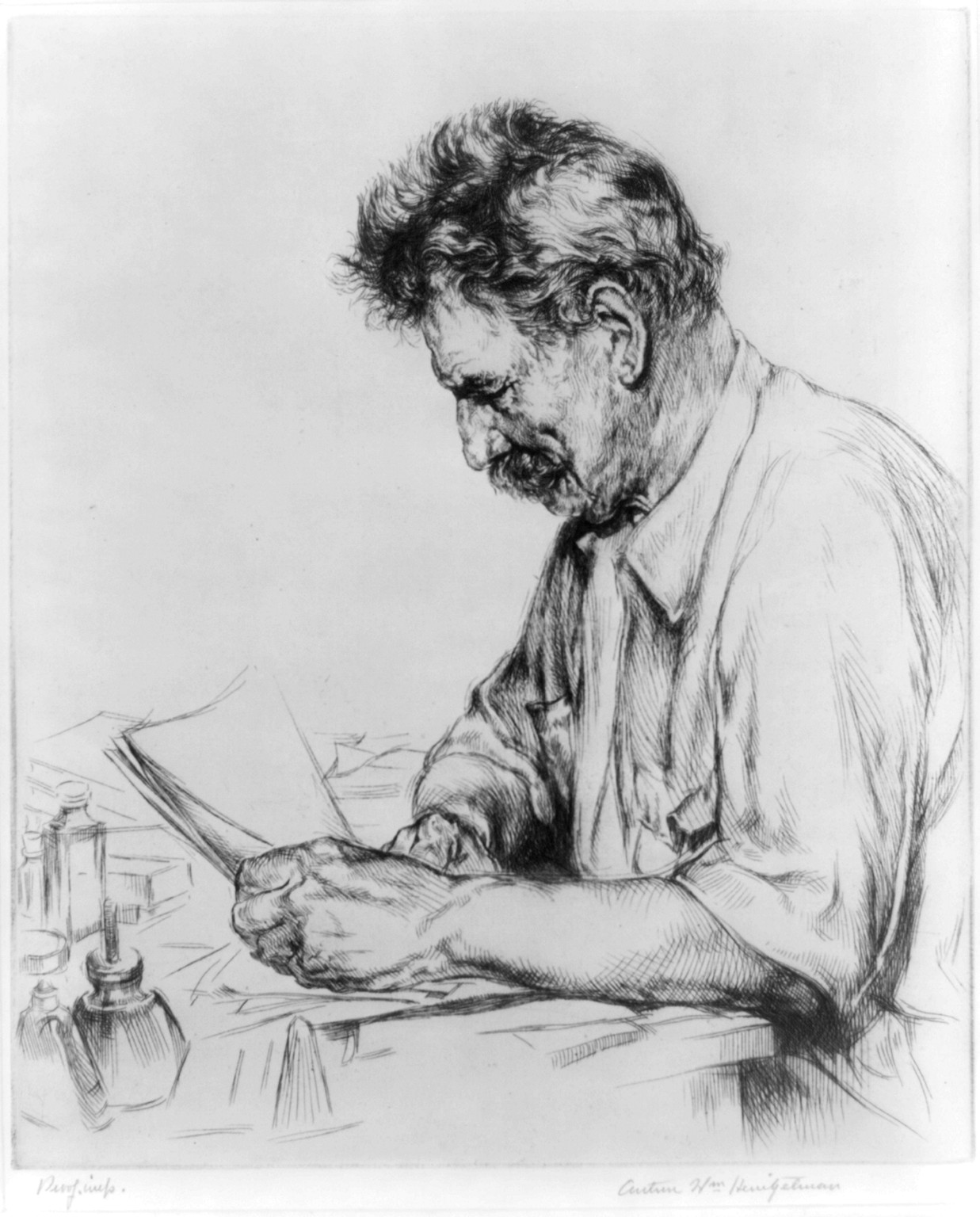
Albert Schweitzer,
geboren in 1875

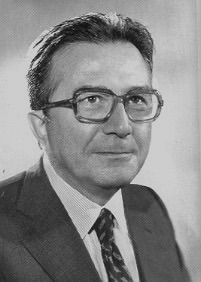
Giulio Andreotti,
geboren in 1919

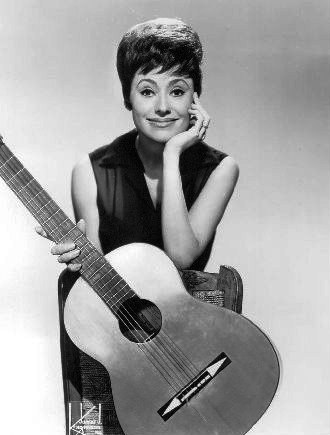
Caterina Valente,
geboren in 1931

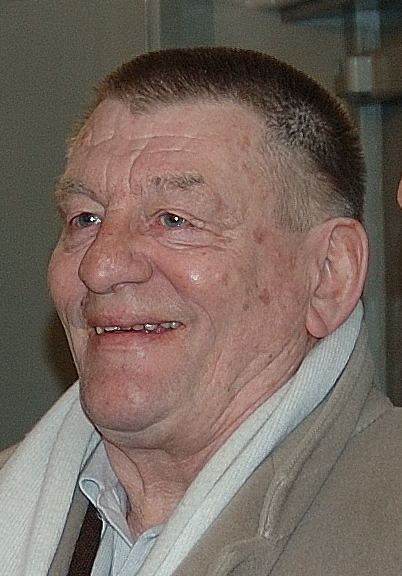
Bernlef,
geboren in 1937

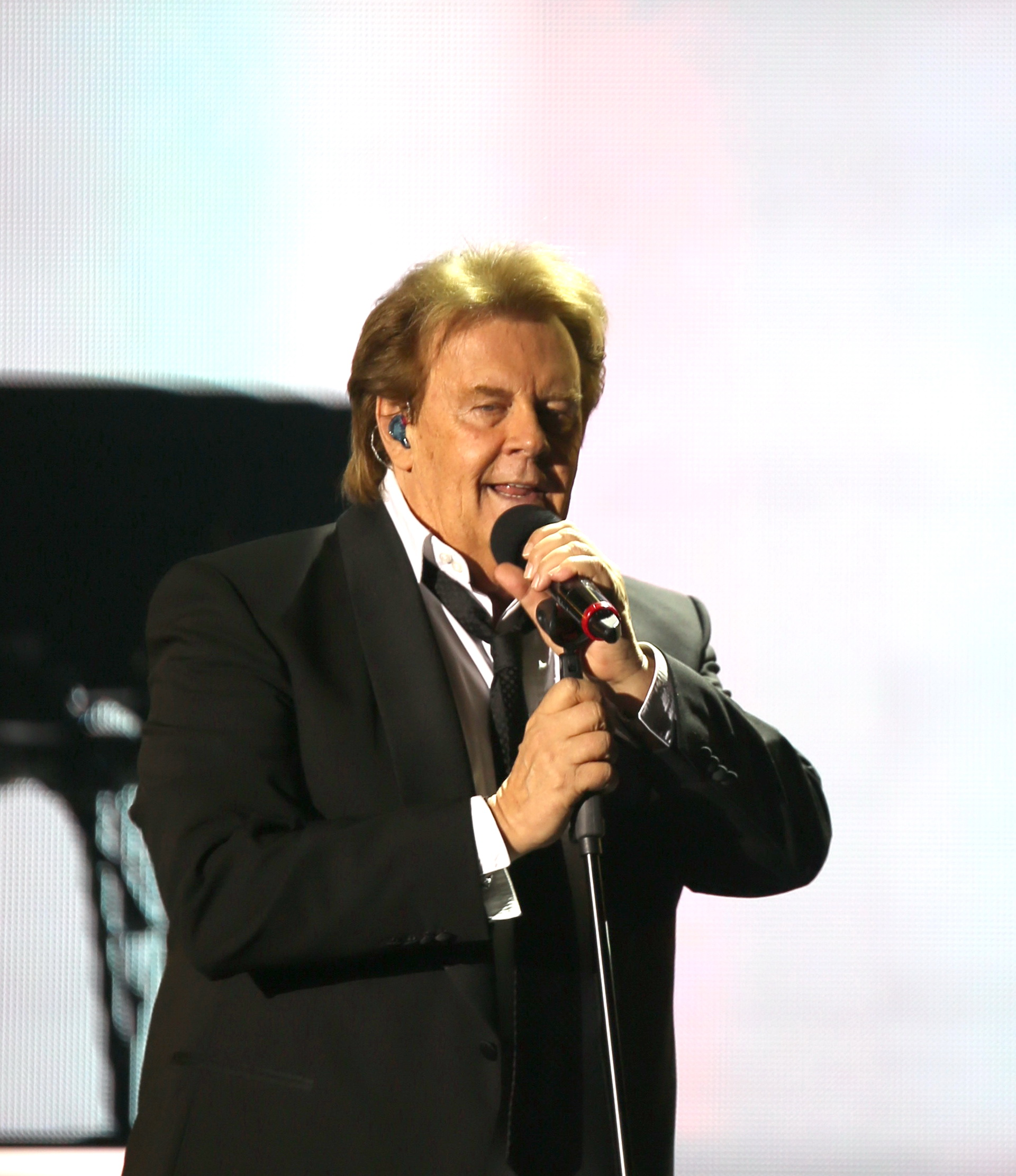
Howard Carpendale,
geboren in 1946

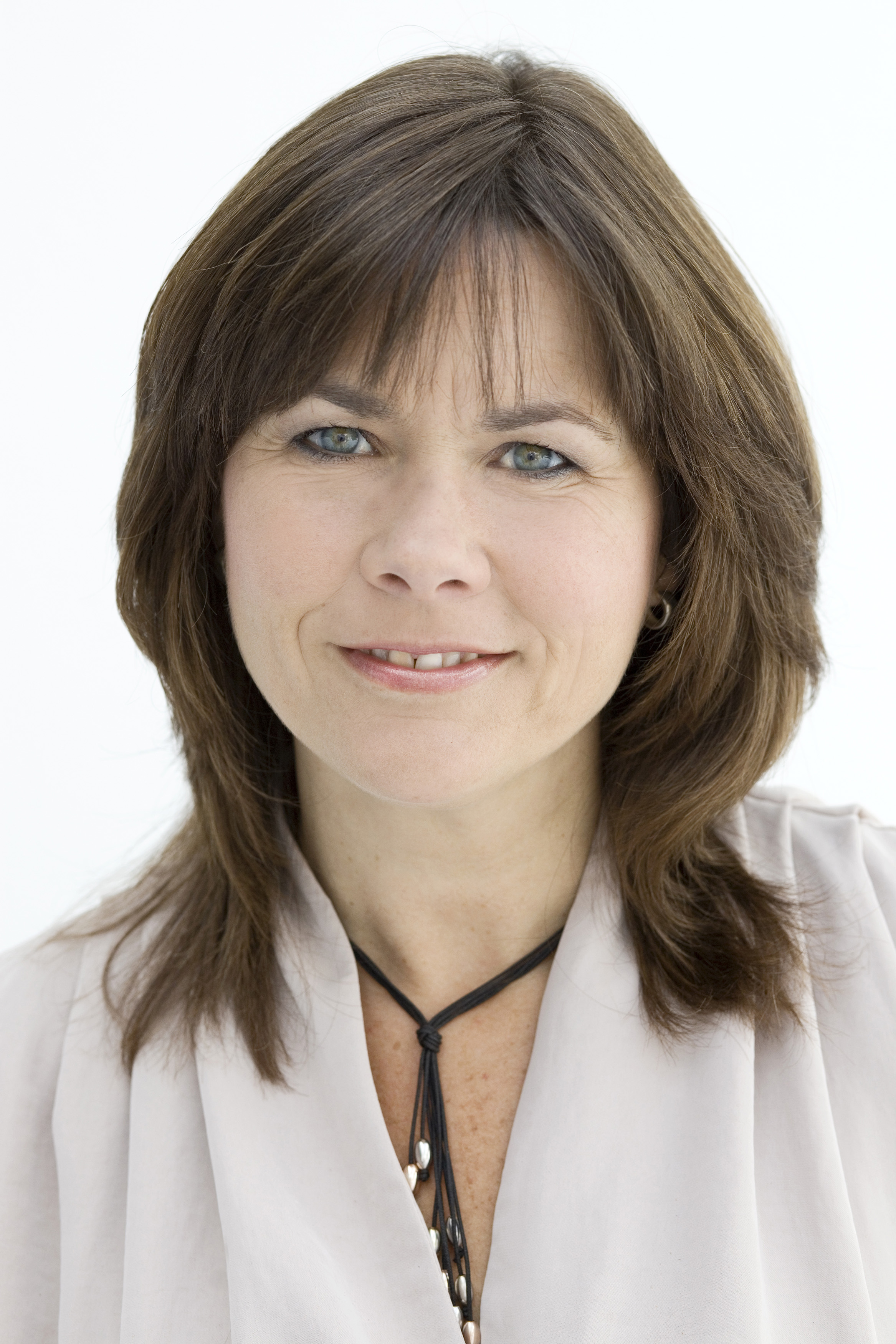
Astrid Kersseboom,
geboren in 1966

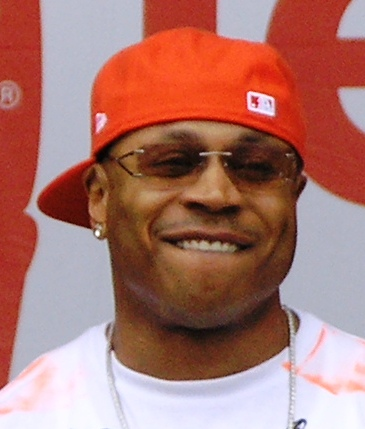
LL Cool J,
geboren in 1968

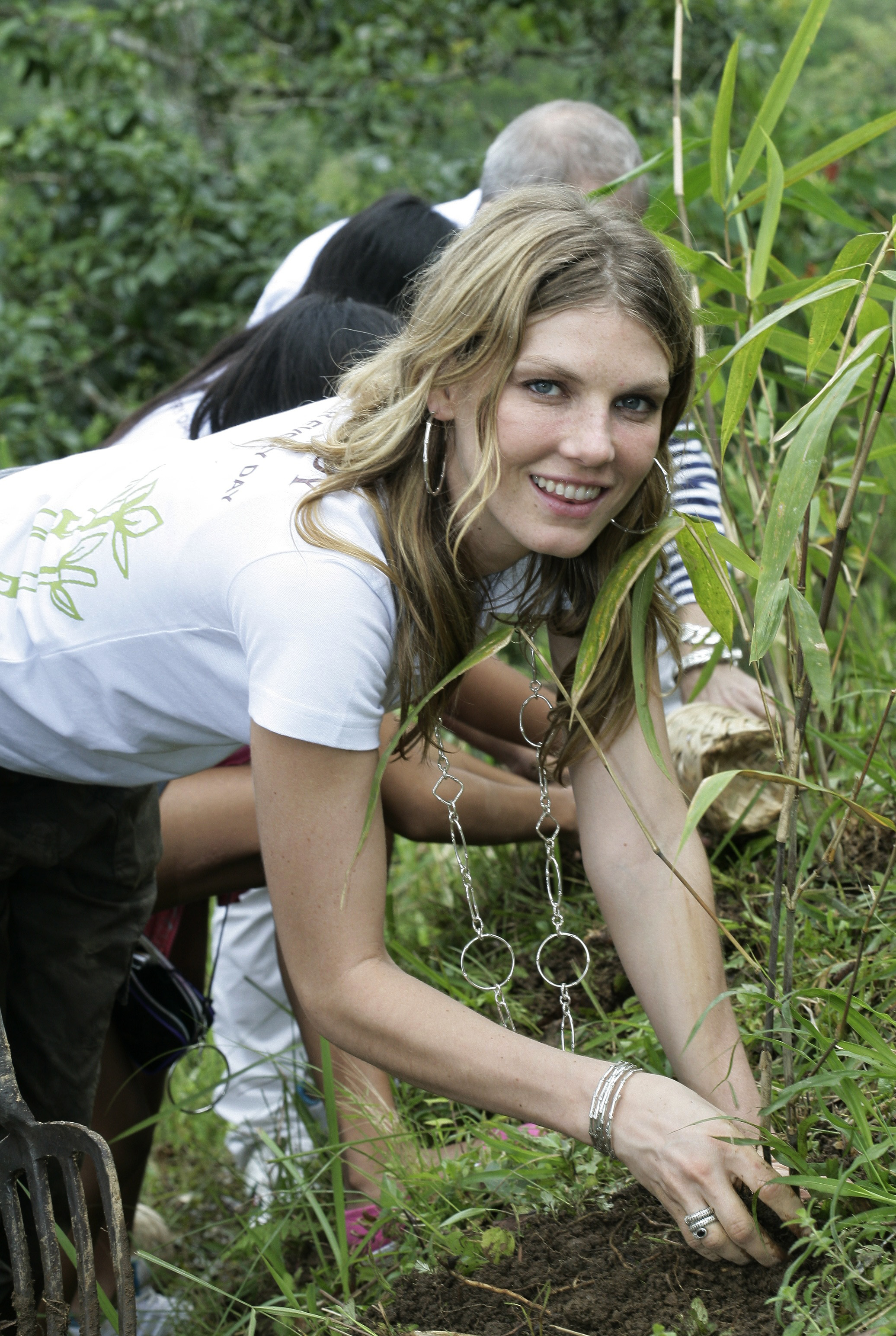
Angela Lindvall,
geboren in 1979

- 1700 - Christian Friedrich Henrici, Duits dichter (overleden 1764)
- 1798 - Johan Rudolph Thorbecke, Nederlands politicus (overleden 1872)
- 1800 - Ludwig von Köchel, Oostenrijks musicoloog (overleden 1877)
- 1814 - Johannes Josephus Viotta, Nederlands arts en musicus (overleden 1859)
- 1835 - Marcelo Spínola y Maestre, Spaans zalige en kardinaal-aartsbisschop van Sevilla (overleden 1906)
- 1841 - Berthe Morisot, Frans impressionistisch kunstschilder (overleden 1895)
- 1850 - Pierre Loti, Frans marineofficier en schrijver (overleden 1923)
- 1852 - Jef Lambeaux, Belgisch beeldhouwer (overleden 1908)
- 1861 - Mehmet VI, laatste sultan van het Turkse Rijk (overleden 1926)
- 1875 - Albert Schweitzer, Frans arts en zendeling (overleden 1965)
- 1881 - Paul von Goldberger, Oostenrijks-Hongaars voetballer (overleden 1942)
- 1882 - Hendrik Willem van Loon, Nederlands-Amerikaanse historicus en journalist (overleden 1944)
- 1882 - Jan Jacob Thomson, Nederlands predikant en letterkundige (overleden 1961)
- 1885 - Oskar Bengtsson, Zweeds voetballer (overleden 1972)
- 1885 - Rudolf Olden, Duits journalist, advocaat en mensenrechten-activist (overleden 1940)
- 1887 - Charles Marion, Frans politicus en ruiter (overleden 1944)
- 1887 - Hugo Steinhaus, Pools wiskundige (overleden 1972)
- 1890 - Arthur Holmes, Brits geoloog (overleden 1965)
- 1891 - Félix Goethals, Frans wielrenner (overleden 1962)
- 1891 - Ville Kyrönen, Fins atleet (overleden 1959)
- 1892 - Albert Alleman, Belgisch kunstschilder (overleden 1933)
- 1892 - Martin Niemöller, Duits militair, luthers theoloog en verzetsstrijder (overleden 1984)
- 1897 - Co van Tijen, Nederlands piloot en zakenman (overleden 1958)
- 1897 - Hasso von Manteuffel, Duits officier en politicus (overleden 1978)
- 1901 - Bebe Daniels, Amerikaans actrice (overleden 1971)
- 1901 - Alfred Tarski, Pools logicus (overleden 1983)
- 1904 - Cecil Beaton, Engels fotograaf en kostuumontwerper (overleden 1980)
- 1905 - Sven Rydell, Zweeds voetballer (overleden 1975)
- 1907 - Sophie Redmond, Surinaams arts, politica, toneelschrijfster, actrice en feministe (overleden 1955)
- 1909 - Joseph Losey, Amerikaans filmregisseur (overleden 1984)
- 1909 - Ernst Neger, Duits carnavals- en schlagerzanger (overleden 1989)
- 1910 - Carlos Quirino, Filipijns schrijver (overleden 1999)
- 1912 - Tillie Olsen, Amerikaans schrijfster, dichteres, vakbondsactiviste en feministe (overleden 2007)
- 1913 - Lex Metz, Nederlands fotograaf, grafisch ontwerper en illustrator (overleden 1986)
- 1914 - Emmy Andriesse, Nederlands fotograaf en verzetsstrijder (overleden 1953)
- 1914 - Dick van Rijn, Nederlands sportverslaggever (overleden 1996)
- 1914 - Lucien Van Nuffel, Belgisch atleet, voetballer en voetbalscheidsrechter (overleden in 1980)
- 1919 - Giulio Andreotti, Italiaans politicus (overleden 2013)
- 1920 - Luc-Peter Crombé, Belgisch kunstschilder (overleden 2005)
- 1920 - Bertus de Harder, Nederlands voetballer (overleden 1982)
- 1920 - Triphon Verstraeten, Belgisch wielrenner (overleden 1946)
- 1923 - Ellen van der Ploeg, Nederlands slachtoffer en getuige van en activiste over Japanse dwangprostitutie tijdens de Tweede Wereldoorlog (overleden 2013)
- 1924 - Luis Santos, Filipijns politicus (overleden 2011)
- 1924 - Guy Williams, Amerikaans acteur (overleden 1989)
- 1925 - Yukio Mishima, Japans schrijver en politiek activist (overleden 1970)
- 1926 - Oswaldo Silva (Baltazar), Braziliaans voetballer (overleden 1997)
- 1927 - Ivan Kalita, Sovjet-Russisch ruiter (overleden 1996)
- 1929 - Billy Walker, Amerikaans zanger (overleden 2006)
- 1930 - Bill Lienhard, Amerikaans basketballer (overleden 2022)
- 1931 - Wray Downes, Canadees jazzpianist (overleden 2020)
- 1931 - Caterina Valente, Frans-Italiaans zangeres (overleden 2024)
- 1932 - Antonio Maspes, Italiaans wielrenner (overleden 2000)
- 1934 - Richard Briers, Brits acteur (overleden 2013)
- 1934 - Alberto Rodríguez Larreta, Argentijns autocoureur (overleden 1977)
- 1934 - Erwin Sparendam, Surinaams Nederlands voetballer (overleden 2014)
- 1935 - Roger Darrigade, Frans wielrenner (overleden 2009)
- 1936 - Reiner Klimke, Duits ruiter (overleden 1999)
- 1937 - J. Bernlef, Nederlands schrijver (overleden 2012)
- 1937 - Bent Mejding, Deens acteur, toneelspeler, regisseur en theaterdirecteur (overleden 2024)
- 1938 - Jack Jones, Amerikaans zanger (overleden 2024)
- 1938 - Marina Schapers, Nederlands actrice (overleden 1981)
- 1938 - Allen Toussaint, Amerikaans rhythm-and-blues-pianist, -zanger, -componist, -producer en -arrangeur (overleden 2015)
- 1940 - Elaine Cancilla Orbach, Amerikaans musicalactrice (overleden 2009)
- 1941 - Faye Dunaway, Amerikaans actrice
- 1942 - Roger Jackson, Canadees roeier
- 1942 - Gerben Karstens, Nederlands wielrenner en olympisch kampioen (overleden 2022)
- 1942 - Louis Lemaire, Nederlands acteur, schrijver en regisseur
- 1942 - Eladio Zárate, Paraguayaans voetballer
- 1943 - Mariss Jansons, Lets dirigent (overleden 2019)
- 1943 - John Moelaert, Belgisch voetballer (overleden 2023)
- 1943 - Ralph Steinman, Canadees bioloog en immunoloog (overleden 2011)
- 1944 - Graham Marsh, Australisch golfer
- 1944 - Willy Mertens (atleet), Belgisch atleet
- 1946 - Howard Carpendale, Duits zanger
- 1946 - Harold Shipman, Brits huisarts en seriemoordenaar (overleden 2004)
- 1947 - Bev Perdue, Amerikaans politica
- 1948 - Yuri Banhoffer, Urugayaans voetballer (overleden 2021)
- 1948 - Giampiero Ventura, Italiaans voetballer en voetbaltrainer
- 1948 - Carl Weathers, Amerikaans acteur (overleden 2024)
- 1949 - Nadezjda Iljina, Sovjet-Russisch atlete (overleden 2013)
- 1950 - Hanne Haller, Duits zangeres (overleden 2005)
- 1950 - Edwin de Vries, Nederlands acteur, regisseur en schrijver
- 1951 - Roy Bottse, Surinaamse atleet
- 1952 - Joke Bruijs, Nederlands actrice en zangeres
- 1952 - Călin Popescu-Tăriceanu, Roemeens politicus
- 1953 - Evert Hoving, Nederlands atleet
- 1954 - Peter Bolhuis, Nederlands acteur
- 1954 - Jim Duggan, Amerikaans professioneel worstelaar
- 1954 - Herbert Feurer, Oostenrijks voetballer
- 1954 - Robert de Haze Winkelman, Nederlands politicus
- 1954 - Vernee Watson-Johnson, Amerikaans actrice
- 1955 - Dominique Rocheteau, Frans voetballer
- 1956 - Étienne Daho, Frans zanger
- 1959 - Klaas Bond, Nederlands kinderboekenschrijver
- 1959 - Lars Høgh, Deens voetballer (overleden 2021)
- 1959 - Rasim Öztekin, Turks acteur (overleden 2021)
- 1960 - Marcel Bossi, Luxemburgs voetballer
- 1962 - Gert-Jan Theunisse, Nederlands wielrenner
- 1963 - Donald Niedekker, Nederlands schrijver en dichter
- 1963 - Steven Soderbergh, Amerikaans filmregisseur
- 1964 - Mark Addy, Brits acteur
- 1964 - Henk Duut, Nederlands voetballer en voetbalcoach
- 1964 - Luc Peetermans, Belgisch politicus
- 1965 - Sjamil Basajev, Tsjetsjeens opstandelingenleider (overleden 2006)
- 1965 - Marc Delissen, Nederlands hockeyer en -coach
- 1965 - Slick Rick, Brits-Amerikaans rapper
- 1966 - Paul Elstak, Nederlands (happy) hardcore-deejay
- 1966 - Marco Hietala, Fins basgitarist
- 1966 - Astrid Kersseboom, Nederlands nieuwslezeres
- 1966 - Dan Schneider, Amerikaans acteur, schrijver en producent
- 1967 - Kerri Green, Amerikaans actrice
- 1967 - Emily Watson, Brits actrice
- 1968 - LL Cool J, Amerikaans rapper
- 1969 - Jason Bateman, Amerikaans acteur
- 1969 - Dave Grohl, Amerikaans muzikant
- 1971 - Stephen Hawkins, Australisch roeier
- 1971 - Bert Konterman, Nederlands voetballer en technisch directeur
- 1971 - Ljoebov Morgoenova, Russisch atlete
- 1973 - Thomas Caers, Belgisch voetballer en voetbaltrainer
- 1973 - Giancarlo Fisichella, Italiaans autocoureur
- 1973 - Clarinda Sinnige, Nederlands hockeyster
- 1973 - Eri Yamaguchi, Japans atlete
- 1974 - Fabiana Luperini, Italiaans wielrenster
- 1974 - Lies Visschedijk, Nederlands film-, toneel-, televisie- en stemactrice
- 1975 - Veerle Blondeel, Belgisch atlete
- 1975 - Tom Van de Weghe, Belgisch journalist
- 1975 - Tom Coninx, Belgisch sportjournalist
- 1976 - Cédric Grand, Zwitsers bobsleeër
- 1976 - Olive Loughnane, Iers atlete
- 1977 - Narain Karthikeyan, Indisch autocoureur
- 1978 - Shawn Crawford, Amerikaans atleet
- 1978 - William Hamlyn-Harris, Australisch atleet
- 1979 - Chris Albright, Amerikaans voetballer
- 1979 - Angela Lindvall, Amerikaans topmodel
- 1980 - Pierre Browne, Canadees atleet
- 1980 - Cory Gibbs, Amerikaans voetballer
- 1980 - Anneleen Liégeois, Belgisch actrice
- 1980 - Carlos Alvarado Quesada, Costa Ricaans politicus en president
- 1980 - Taeke Taekema, Nederlands hockeyer
- 1981 - Hyleas Fountain, Amerikaans atlete
- 1981 - Sergej Lagoetin, Oezbeeks wielrenner
- 1981 - Concepción Montaner, Spaans atlete
- 1981 - Sven Vanthourenhout, Belgisch wielrenner
- 1982 - Víctor Valdés, Spaans voetbaldoelman
- 1983 - Alan Bahia, Braziliaans voetballer
- 1983 - Cesare Bovo, Italiaans voetballer
- 1983 - Maxime Monfort, Belgisch wielrenner
- 1984 - Milos Perunović, Servisch schaker
- 1984 - Joeri Priloekov, Russisch zwemmer
- 1985 - Nadezjda Kosintseva, Russisch schaakster
- 1986 - Rámon Verkoeijen, Nederlands radiomaker en tv-presentator
- 1987 - Helvijs Lūsis, Lets bobsleeër
- 1988 - Farshad Bashir, Nederlands politicus
- 1988 - Ruben Bemelmans, Belgisch tennisser
- 1988 - Ksenia Oestalova, Russisch atlete
- 1990 - Mads Albæk, Deens voetballer
- 1990 - Andreas Argyrou, Cypriotisch voetbalscheidsrechter
- 1990 - Lelisa Desisa, Ethiopisch atleet
- 1990 - Áron Szilágyi, Hongaars schermer
- 1990 - Grant Gustin, Amerikaans acteur
- 1992 - Robbie Brady, Iers voetballer
- 1992 - Jasper Vergoote, Belgisch voetbalscheidsrechter
- 1993 - Maria Lasitskene, Russisch atlete
- 1993 - Gosia Rdest, Pools autocoureur
- 1993 - Matthew Timmons, Amerikaans acteur
- 1994 - Muktar Edris, Ethiopisch atleet
- 1994 - Matt Parry, Welsh autocoureur
- 1995 - Robin Hendrix, Belgisch atleet
- 1995 - Nicolas Huber, Zwitsers snowboarder
- 1995 - Gera op den Kelder, Nederlands voetbalster
- 1997 - Francesco Bagnaia, Italiaans motorcoureur
- 2000 - Artem Petrov, Russisch autocoureur
- 2005 - Juliana Londoño, Colombiaans wielrenster

## Overleden

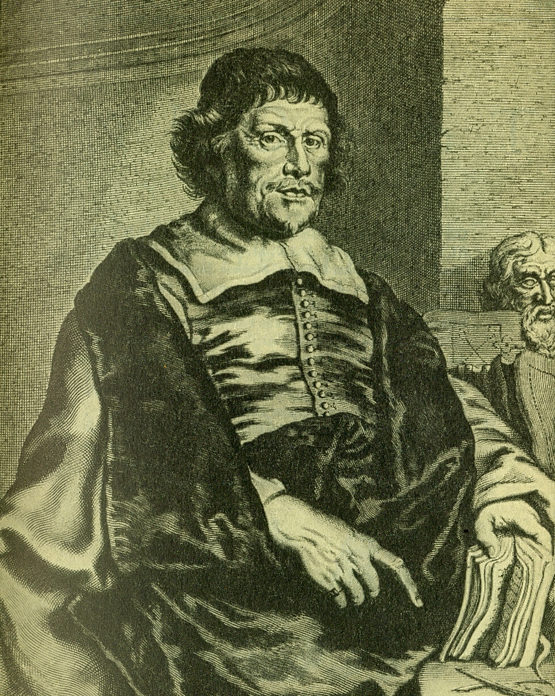
Casparus Barlaeus,
overleden in 1648

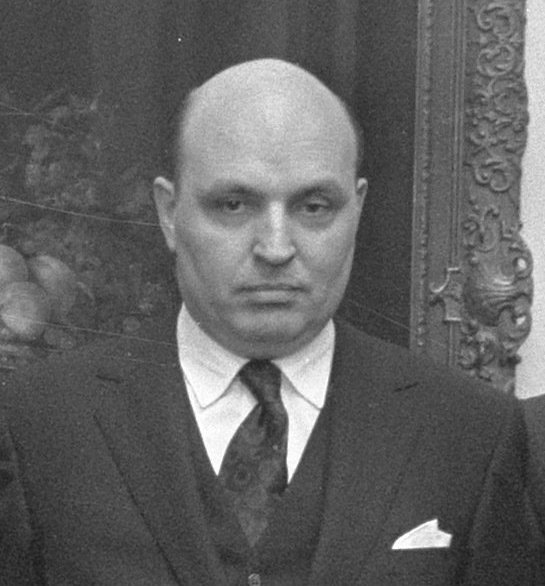
Henk Neuman,
overleden in 2010

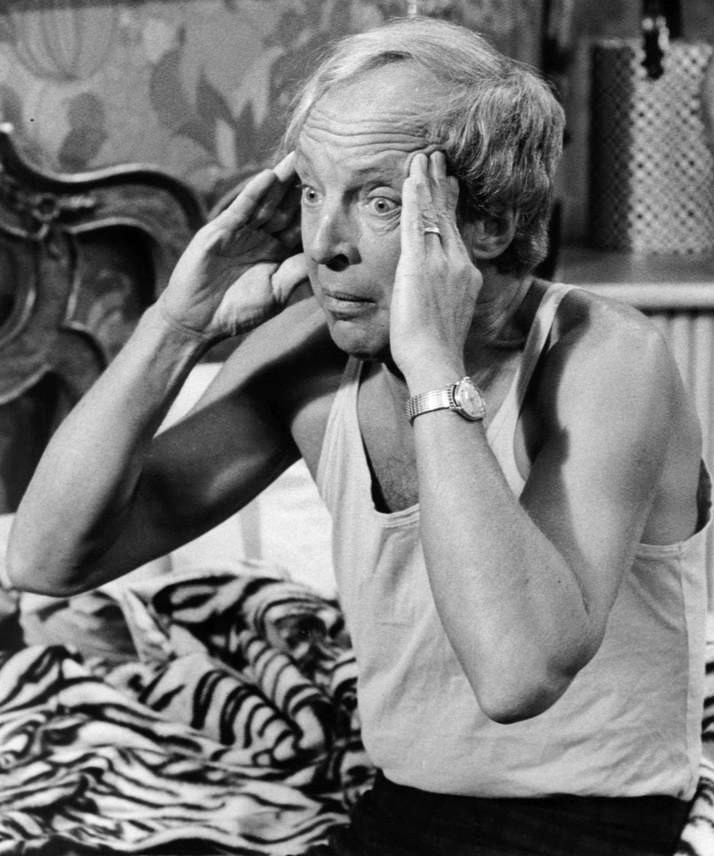
Conrad Bain,
overleden in 2013

- 1648 - Casparus Barlaeus (63), Nederlands dichter
- 1676 - Francesco Cavalli (73), Italiaans componist
- 1742 - Edmond Halley (85), Engels astronoom
- 1753 - George Berkeley (67), Iers filosoof
- 1768 - Maria Albertina van Nassau-Usingen (81), regentes van Ortenburg
- 1850 - Anthony van Hoboken (93), Nederlands reder
- 1867 - Jean Auguste Dominique Ingres (86), Frans kunstschilder
- 1874 - Philipp Reis (40), Duits onderwijzer en uitvinder
- 1884 - Arend Roodenburg (79), Nederlands architect
- 1887 - Friedrich von Amerling (83), Oostenrijks schilder
- 1887 - Petrus Norbertus Donders (77), Nederlands missionaris in Suriname
- 1892 - Henry Edward Manning (84), Engels kardinaal-aartsbisschop van Westminster
- 1898 - Lewis Carroll (65), Brits schrijver
- 1908 - Catharina Louisa Maria Alberdingk Thijm (59), Nederlands schrijfster en sociaal werkster
- 1909 - Carel Marie Brantsen (74), Nederlands politicus
- 1919 - Platon Kulbusch (59), Russisch-orthodox bisschop van Tallinn
- 1939 - Waldemar van Denemarken (80), jongste zoon van de Deense koning Christiaan IX
- 1950 - Alma Karlin (61), Sloveens-Oostenrijks schrijfster en wereldreizigster
- 1957 - Humphrey Bogart (57), Amerikaans acteur
- 1961 - Barry Fitzgerald (William Joseph Shields) (72), Iers acteur
- 1967 - Eduard Elias (66), Nederlands columnist, journalist en schrijver
- 1968 - Fritz Blaschke (68), Duits voetballer
- 1972 - Frederik IX van Denemarken (72), koning van Denemarken
- 1975 - Miguel Cuaderno sr. (84), Filipijns minister en gouverneur van de Filipijnse centrale bank
- 1977 - Anthony Eden (80), Brits politicus
- 1977 - Peter Finch (61), Brits acteur
- 1977 - Marcel Gustin (81), Belgisch atleet
- 1977 - Anaïs Nin (73), Frans schrijfster
- 1978 - Harold Abrahams (78), Brits atleet
- 1978 - Kurt Gödel (71), Oostenrijks-Amerikaans wiskundige
- 1984 - Paul Ben-Haim (86), Israëlisch componist
- 1985 - Teodoro Agoncillo (72), Filipijns historicus
- 1985 - Jetta Goudal (93), Nederlands-Amerikaans actrice
- 1986 - Walter Leblanc (53), Belgisch beeldend kunstenaar
- 1986 - Donna Reed (64), Amerikaans actrice
- 1988 - Georgi Malenkov (86), Sovjet-Russisch politicus
- 1990 - Hellmut Haase-Altendorf (77), Duits componist, muziekpedagoog, dirigent en muzikant
- 1991 - Jan de Zanger (58), Nederlands jeugdboekenschrijver
- 1992 - Walter Herssens (61), Belgisch atleet
- 1993 - Manfred Lachs (78), Pools jurist en rechter van het Internationale Strafhof
- 1994 - Myron Fohr (71), Amerikaans autocoureur
- 1997 - Frank Govers (64), Nederlands couturier
- 1999 - Janus Hellemons (86), Nederlands wielrenner
- 2001 - József Csermák (68), Hongaars atleet
- 2001 - Burkhard Heim (75), Duits natuurkundige
- 2001 - Vic Wilson (69), Brits autocoureur
- 2002 - Denis Beatty (82), Amerikaans architect
- 2003 - Monica Furlong (72), Brits kinderboekenschrijfster
- 2004 - Uta Hagen (83), Amerikaans actrice
- 2005 - Ward Beysen (63), Belgisch politicus
- 2005 - Carl Möhner (83), Oostenrijks acteur en kunstschilder[6]
- 2005 - Rudolph Moshammer (64), Duits modeontwerper
- 2006 - Shelley Winters (85), Amerikaans actrice
- 2007 - Darlene Conley (72), Amerikaans soapactrice
- 2007 - Robert Christiaan Noortman (60), Nederlands kunsthandelaar
- 2008 - Marcelle Droogmans (109), oudste mens van België
- 2008 - Vincenz Liechtenstein (57), Oostenrijks politicus
- 2009 - Tomi Jalo (50), Fins voetballer
- 2009 - Jan Kaplický (71), Tsjechisch-Brits architect
- 2009 - Ricardo Montalbán (88), Amerikaans acteur
- 2010 - Antonio Fontán (86), Spaans politicus
- 2010 - Henk Neuman (83), Nederlands journalist
- 2011 - Peter Post (77), Nederlands wielrenner en ploegleider
- 2011 - Wil Willems (66), Nederlands atleet
- 2012 - Lasse Kolstad (90), Noors acteur[7]
- 2012 - Gianpiero Moretti (71), Italiaans autocoureur
- 2012 - Finn Pedersen (86), Deens roeier
- 2012 - Txillardegi (82), Baskisch schrijver en politicus
- 2013 - Conrad Bain (89), Amerikaans acteur
- 2014 - Fernand Brosius (79), Luxemburgs voetballer
- 2014 - Juan Gelman (83), Argentijns dichter
- 2014 - Mae Young (90), Amerikaans professioneel worstelaarster
- 2016 - Franco Citti (80), Italiaans acteur
- 2016 - Alan Rickman (69), Engels acteur
- 2017 - Kevin Starr (76), Amerikaans historicus en bibliothecaris
- 2017 - Zhou Youguang (111), Chinees taalkundige
- 2018 - Dan Gurney (86), Amerikaans autocoureur
- 2018 - François Morel (91), Canadees componist, muziekpedagoog, dirigent en pianist
- 2018 - Cyrille Regis (59), Engels voetballer
- 2018 - Marlene VerPlanck (84), Amerikaans jazz- en popzangeres
- 2019 - Ido Abram (78), Nederlands hoogleraar en filosoof
- 2019 - Paweł Adamowicz (53), Pools burgemeester van Gdańsk
- 2019 - Chris Ellis (90), Brits jazzzanger en muziekproducent
- 2019 - Frits van Kretschmar (99), Nederlands kunsthistoricus
- 2019 - Jaap Nederlof (85), Nederlands burgemeester
- 2019 - Gavin Smith (50), Canadees pokerspeler
- 2020 - Giovanni Gazzinelli (92), Braziliaans geneesheer en wetenschapper
- 2020 - Gudrun Lund (89), Deens componiste, muziekpedagoge en pianiste
- 2021 - Evert Bronstring (77), Nederlands dammer
- 2021 - Carlo Franchi (83), Italiaans autocoureur
- 2021 - Peter Mark Richman (93), Amerikaans acteur, filmproducent en scenarioschrijver
- 2021 - Jan de Vries (77), Nederlands motorcoureur
- 2022 - Ricardo Bofill (82), Spaans architect
- 2023 - Alireza Akbari (61), Iraans-Brits politicus
- 2023 - Theo Bunjes (85), Nederlands burgemeester
- 2023 - Inna Tsjoerikova (79), Russisch actrice
- 2023 - Lieuwe Westra (40), Nederlands wielrenner
- 2024 - Jerry Coker (91), Amerikaans jazzklarinetist, tenorsaxofonist, auteur en pedagoog
- 2024 - Bob Rusch (80), Amerikaans jazzauteur en platenproducer
- 2024 - Howard Waldrop (77), Amerikaans schrijver
- 2025 - Ching-Po Chen (93), Taiwanees golfer
- 2025 - Jack Kooistra (94), Nederlands journalist en nazi-jager
- 2025 - Doug Shapiro (65), Amerikaans wielrenner
- 2025 - Tony Slattery (65), Brits acteur en komiek

## Viering/herdenking
- Rooms-katholieke kalender:
  - Heilige Nina (Nino) van Georgië († c. 320)
  - Heilige Godfried van Cappenberg († 1127)
  - Heilige Pontianus van Spoleto († 169) - Gedachtenis in het Aartsbisdom Utrecht
  - Heilige Felix van Nola († c. 250)
  - Zalige Petrus Donders († 1887) - Gedachtenis in het Bisdom 's-Hertogenbosch en Breda

## Weerextremen

### Nederland
| | Officiële records | Officiële records | Officiële records |      | Landelijke records | Landelijke records | Landelijke records |
| Gebeurtenis | Jaar              | Extreem           | Locatie           | Jaar | Extreem            | Locatie            |                    |
| --- | ----------------- | ----------------- | ----------------- | ---- | ------------------ | ------------------ | ------------------ |
| Laagste etmaalgemiddelde temperatuur (°C) | 1987              | −13,2             | De Bilt           |      | 1987               | −15,1              | Twenthe            |
| Hoogste etmaalgemiddelde temperatuur (°C) | 2020              | 10,6              | De Bilt           |      | 1930               | 11,4               | Maastricht         |
| Laagste minimumtemperatuur (°C) | 1987              | −15,2             | De Bilt           |      | 1987               | −17,9              | Twenthe            |
| Hoogste minimumtemperatuur (°C) | 2020              | 9,0               | De Bilt           |      | 2020               | 9,3                | Arcen              |
| Laagste maximumtemperatuur (°C) | 1987              | −10,6             | De Bilt           |      | 1987               | −13,0              | Twenthe            |
| Hoogste maximumtemperatuur (°C) | 1975              | 13,4              | De Bilt           |      | 1930               | 14,7               | Maastricht         |
| Hoogste uurgemiddelde windsnelheid (m/s) | 1916              | 21,1              | De Bilt           |      | 1984               | 32,4               | Huibertgat         |
| Hoogste windstoot (m/s) | 1984              | 25,2              | De Bilt           |      | 1984               | 44,2               | Huibertgat         |
| Langste zonneschijnduur (uur) | 1982              | 7,5               | De Bilt           |      | 1982               | 7,8                | Maastricht         |
| Langste neerslagduur (uur) | 2011              | 17,4              | De Bilt           |      | 2011               | 19,6               | Hupsel             |
| Hoogste etmaalsom van de neerslag (mm) | 1981              | 20,1              | De Bilt           |      | 1981               | 24,8               | Soesterberg        |
| Laagste etmaalgemiddelde relatieve vochtigheid (%) | 1987              | 65                | De Bilt           |      | 1997               | 52                 | Twenthe            |
| Laagste uurwaarde luchtdruk op zeeniveau (hPa) | 1943              | 975,9             | De Bilt           |      | 1943               | 973,4              | Vlissingen         |
| Hoogste uurwaarde luchtdruk op zeeniveau (hPa) | 1946              | 1044,2            | De Bilt           |      | 1946               | 1045,1             | Eelde              |
| Officiële records worden altijd gemeten op het KNMI-weerstation in De Bilt. Landelijke records kunnen worden gemeten op elk officieel KNMI-weerstation in Nederland. |                   |                   |                   |      |                    |                    |                    |

Uitzonderlijke gebeurtenissen
- 1911 - Officieel laagste minimumtemperatuur in °C van het jaar gemeten in De Bilt: −9,1
- 1911 - Officieel laagste maximumtemperatuur in °C van het jaar gemeten in De Bilt: −4,6
- 1914 - Officieel laagste maximumtemperatuur in °C van het jaar gemeten in De Bilt: −2,4
- 1980 - Officieel laagste minimumtemperatuur in °C van het jaar gemeten in De Bilt: −11,0. Samen met 7 december.
- 1987 - Officieel laagste minimumtemperatuur in °C van het jaar gemeten in De Bilt: −15,2

### België
Dagrecords
- 1838 - Laagste etmaalgemiddelde temperatuur −13 °C
- 1975 - Hoogste etmaalgemiddelde temperatuur 10 °C
- 1838 - Laagste minimumtemperatuur −17,7 °C
- 1930 - Hoogste maximumtemperatuur 14,1 °C
- 1981 - Hoogste etmaalsom van de neerslag 33,5 mm

Uitzonderlijke gebeurtenissen
- 1960 - Minimumtemperatuur −21,5 °C in Stavelot.
- 1985 - Maximumtemperatuur slechts –12,4°C in Thimister (Thimister-Clermont)

<< · 1 · 2 · 3 · 4 · 5 · 6 · 7 · 8 · 9 · 10 · 11 · 12 · 13 · 14 · 15 · 16 · 17 · 18 · 19 · 20 · 21 · 22 · 23 · 24 · 25 · 26 · 27 · 28 · 29 · 30 · 31 · >>